# Theódoros Roussópoulos
Pour les articles homonymes, voir Roussopoulos.
Theódoros Roussópoulos (en grec moderne : Θεόδωρος Ρουσόπουλος) (né le 13 septembre 1963 à Kyparissia) est un journaliste et homme politique grec. 
Il est Ministre d'État (chargé de l'information et de la communication) et porte-parole du gouvernement de Konstantínos Karamanlís de 2004 à novembre 2008 lorsqu'il est poussé à la démission à cause du scandale financier de Vatopedi.
Depuis janvier 2024, il est président de l'Assemblée parlementaire du Conseil de l'Europe.

## Biographie
Après des études de journalisme, Theódoros Roussópoulos entre dans le journal de gauche Eleftherotypia en 1984. Il y reste jusqu'en 1995. Il contribue aussi régulièrement à l'édition grecque du magazine Elle. De 1989 à 1999, il travaille pour la chaîne de télévision Mega Channel, principalement à l'émission 7+7. De 1987 à 1989, il travaille aussi à la radio Athena 98.4 FM. En 1999, il rejoint la télévision Star Channel.
Il entre en politique en 2000, en tant que chargé des relations avec la presse pour la Nouvelle Démocratie (ND). Après les législatives de 2004, il devient Ministre d'État, un poste qui remplace le Ministre de la Presse et des Media.
Le 23 novembre 2008, il doit démissionner en raison des accusations concernant dans le scandale financier impliquant le monastère athonite de Vatopedi.
Il est marié depuis 1989 à la journaliste Mára Zacharéa avec qui il a deux enfants, Vasilis and Anna. Celle-ci a dû quitter ses fonctions de présentatrice radio et télé en octobre 2008 après des reproches (venus de la Nea Dimokratia) de conflit d'intérêts.